# 橘高成
橘 高成（たちばな の たかなり）は、平安時代初期から前期にかけての貴族。図書頭・橘枝主の子。官位は従五位上・左京亮。

## 経歴
仁明朝の承和11年（844年）従五位下に叙爵し、承和15年（848年）図書頭に任ぜられる。仁寿4年（854年）右京亮と文徳朝でも京官を務めるが、文徳朝末の斉衡4年（857年）長門守として地方官に転じた。
清和朝の貞観9年（867年）左京亮に任ぜられて京官に復し、翌貞観10年（868年）24年振りに昇叙されて従五位上に至る。

## 官歴
『六国史』による。
- 時期不詳：正六位上
- 承和11年（844年） 正月7日：従五位下
- 承和15年（848年） 2月14日：図書頭
- 仁寿4年（854年） 2月16日：右京亮
- 斉衡4年（857年） 2月16日：長門守
- 貞観9年（867年） 2月11日：左京亮
- 貞観10年（868年） 正月7日：従五位上